# Monti (rimski rion)
Monti je naziv jednog od 22 rimska riona (regije), rione I. Ime u prijevodu znači planine na talijanskom i dolazi od činjenice da ovoj regiji pripadaju brežuljci  Eskvilin i Viminal, kao i dijelovi Kvirinala te Celija. Grb ovog riona se sastoji od 3  planine s po 3 vrha.
Danas Eskvilin, Castro Pretorio i Celij više ne pripadaju ovom rionu, ali je ime zadržano.
U antičko vrijeme, ovaj je rion bio gusto naseljen: u Montiju je bio Forum Romanum i tzv. Suburra (na latinskom predgrađa): ovo je bilo mjesto gdje su živjeli siromasi, prepuno krčmi na lošem glasu i bordela.
U srednjem vijeku, situacija je bila posve drugačija: rimski su vodovodi oštećeni, pa je bilo vrlo teško dovesti vodu na brežuljke Montija. Zbog toga se mnogo stanovnika odselilo u Campus Martius tj. u niže dijelove, gdje su mogli piti vodu iz rijeke Tiber.
Od srednjeg vijeka do početka 19. stoljeća, regija je bila puna vinograda i vrtova. Monti tada nije bio gusto naseljen zbog udaljenosti od Vatikana, središta kršćanstva. Područje nije napušteno zahvaljujući bazilici sv. Ivana Lateranskog i stalnom prilivu velikog broja hodočasika.
U srednjem vijeku, stanovnici Montija, znani i kao monticiani, razvili su neobičan identitet: njihov je rimski dijalekt bio drugačiji od onoga u ostatku Rima. Njihovi su glavni rivali bili stanovnici susjednog Trastevere s kojim su se često sukobljavali.
Krajem 19. stoljeća, s urbanizacijom, nakon što je Rim postao glavni grad ujedinjene Italije, tijekom fašistikog perioda, potpuno je promijenjena slika regije. Između 1924. i 1936., veći dio regije, koji se sastojao od manjih ulica i kuća za stanovanje, je uništen da bi se napravilo mjesta za ulicu via dei Fori Imperiali (ulica koja na umjetan način dijeli Forum Romanum i Imperijalne forume). Također, vršena su arheološka iskapanja Foruma Romanuma.

## Znamenitosti
Zahvaljujući svojoj poziciji, Monti je pun arheoloških lokacija, kao što su:
- Colosseum
- Ludus Magnus (vježbalište za gladijatore)
- Neronov Domus Aurea
- Trajanove terme
- Titusove terme
- dio Foruma Romanuma
- Trajanove tržnice

### Crkve
- San Martino ai Monti

## Vanjske poveznice
- Povijest, karte i slike regije